# Unterseeboot UB-59
Pour les autres navires du même nom, voir Unterseeboot 59.
L'Unterseeboot UB-59 est un sous-marin (U-Boot) allemand de type UB III utilisé par la Kaiserliche Marine pendant la Première Guerre mondiale. Il est mis en service dans la flottille des Flandres de la marine impériale allemande le 25 août 1917.
Il a opéré dans le cadre de la flottille des Flandres, basée à Zeebruges. L'UB-59 a été sabordé le 5 octobre 1918 au large de Zeebruges à 51° 19′ N, 3° 12′ E lors de l’évacuation de la Belgique par les forces allemandes.

## Conception
Comme tous les sous-marins de type UB III, l'UB-59 avait un déplacement de 516 tonnes en surface et de 646 tonnes en immersion. Ses moteurs lui permettaient de naviguer à 13,4 nœuds (24,8 km/h) en surface et à 7,8 nœuds (14,4 km/h) en immersion. Il avait une autonomie de 9020 milles marins (16710 km) à sa vitesse de croisière. L'UB-59 transportait 10 torpilles et était armé d’un canon de pont de 8,8 cm. L'UB-59 avait un équipage pouvant compter jusqu’à 3 officiers et 31 hommes. 

## Carrière
L'UB-59 a été construit par AG Weser à Brême. Après un peu moins d’un an de construction, il a été lancé à Brême le 21 juillet 1917. Il a été mis en service plus tard la même année.

## Affectations
- Flottille Flandern I : du 5 novembre 1917 au 2 octobre 1918

## Commandants
- Oberleutnant zur See Peter Ernst Eiffe[5] : du 10 août 1917 au février 1918
- Kapitänleutnant Erwin Waßner[6] : du 25 août 1917 au 5 mai 1918

## Navires coulés
| Date             | Nom            | Nationalité    | Tonnage | Destin.   |
| ---------------- | -------------- | -------------- | ------- | --------- |
| 28 novembre 1917 | Jeanne Conseil | France         | 2309    | Coulé     |
| 29 novembre 1917 | Texas          | France         | 6674    | Endommagé |
| 5 décembre 1917  | City of Naples | United Kingdom | 5739    | Endommagé |
| 2 février 1918   | Avanti         | United Kingdom | 2128    | Coulé     |
| 3 février 1918   | Holmtown       | United Kingdom | 598     | Coulé     |
| 13 mars 1918     | Tweed          | United Kingdom | 1025    | Coulé     |
| 14 mars 1918     | Vénézuela      | France         | 730     | Coulé     |
| 16 mars 1918     | South Western  | United Kingdom | 674     | Coulé     |
| 20 mars 1918     | Azemmour       | France         | 897     | Coulé     |